# Завелевич, Феликс Самуилович
Фе́ликс Самуи́лович Завеле́вич (28 июня 1939, Куйбышев, Самарская область, СССР — 28 марта 2019, Москва, Россия) — советский и российский ученый в области переноса излучения, тепло- и массообмена в газовых и двухфазных химически реагирующих потоках, научный руководитель работ по созданию ИК-аппаратуры высокого спектрального разрешения для гидрометеорологических спутников, лауреат Государственной премии СССР (1988), лауреат Премии Правительства РФ им. Ю. А. Гагарина в области космической деятельности (2016), доктор технических наук.

## Биография
Родился 28 июня 1939 года в городе Куйбышев Самарской области. Отец — Самуил Маркович Завелевич (1906, Бобруйск — 1944), доцент Куйбышевского педагогического института, погиб на фронте. Мать, Екатерина Васильевна Завелевич (1908, Москва — 1968), работала преподавателем в средней школе.
В 1956 г. окончил 38-ю железнодорожную школу г. Куйбышева, с 1957 по 1963 гг. — студент Куйбышевского авиационного института. В 1963 г. окончил институт по специальности «Летательные аппараты» и был направлен инженером в НПО машиностроения (г. Реутов), возглавляемое В. Н. Челомеем. С 1966 по 1968 гг. обучался в очной аспирантуре МФТИ, защитился в 1970 г. с присуждением ученой степени кандидата технических наук.
С 1969 г. — старший инженер НИИТП (ныне Исследовательский центр имени М. В. Келдыша), а с 1971 г. — старший научный сотрудник. За последующие годы выполнил ряд исследований по тепло- и массообмену в химически реагирующих потоках, занимался разработкой методов расчета газодинамических и излучательных характеристик газовых и двухфазных струй. В 1988 г. за разработку способа борьбы с помехами в системах астроориентации Ф. С. Завелевичу совместно с А. В. Ивановым, Ю. Д. Поскачеевым и Э. А. Ашратовым присуждена Государственная премия СССР.
Одновременно с 1970 г. в составе группы сотрудников Центра Келдыша под руководством В. С. Авдуевского занимался задачей измерения освещённости в атмосфере и на поверхности планеты Венера, а по результатам успешного осуществления в 1975 г. фотометрических экспериментов (аппаратура ИОВ-75 на спускаемых аппаратах АМС «Венера-9» и «Венера-10») — интерпретацией и анализом полученных результатов, получивших мировое признание.
В 1989 г. защитил диссертацию по специальности 01.02.05 «Механика жидкости, газа и плазмы» с присвоением степени доктора технических наук.
С 1991 г. — главный научный сотрудник института, с 1993 г. — начальник сектора. Под руководством Ф. С. Завелевича и Ю. М. Головина был разработан новый бесконтактный метод спектральной диагностики ЖРД. В результате совместных работ с КБХА, начиная с 2000 г., был получен большой объём экспериментальных данных и подтверждена высокая чувствительность и информативность метода спектральной диагностики при огневых испытаниях ЖРД ракет-носителей «Протон» и «Ангара». В обеспечение этих работ был создан задел по разработке инфракрасных фурье-спектрометров высокого спектрального разрешения (аппаратура «Инфраглоб»), впоследствии получившей самостоятельное развитие в области аппаратуры ДЗЗ.
С 2004 г. — начальник лаборатории и научный руководитель работ по созданию бортового инфракрасного фурье-спектрометра ИКФС-2 для космического аппарата «Метеор-М» № 2. Под его руководством разработаны функциональная и оптическая схемы прибора, ключевые узлы аппаратуры, система обеспечения теплового режима на орбите, программы и методики наземных испытаний и калибровки, а также проведен полный цикл наземной отработки. По результатам лётных испытаний и подтверждения технических характеристик аппаратура ИКФС-2 в январе 2015 г. переведена в штатную эксплуатацию и на момент 2020 г. подтвердила требуемый срок активного существования и продолжает успешно функционировать на орбите. В 2016 г. за создание бортового инфракрасного фурье-спектрометра ИКФС-2 Ф. С. Завелевичу совместно с Ю. М. Головиным (Центр Келдыша), А. С. Романовским (НИИ ИСУ МГТУ им. Н. Э. Баумана), С. А. Архиповым (Красногорский завод имени С. А. Зверева) и В. Я. Гечей (ВНИИЭМ) присуждена Премия Правительства РФ им. Ю. А. Гагарина в области космической деятельности.
Является автором более 100 научных работ и публикаций. Под его руководством защитилось 7 аспирантов и соискателей. Работы, поставленные Ф. С. Завелевичем, получили дальнейшее развитие и выполняются в Центре Келдыша его учениками.

## Семья
Супруга — Светлана Львовна Завелевич (Кантор), родилась в 1941 г. в Челябинской области, старший библиотекарь Государственной библиотеки СССР им. В. И. Ленина.
Сын — Александр Феликсович Завелевич (1970, Реутов).
Брат — Лев Самуилович Завелевич (1932, Москва — 1981).
Внук — Лев Александрович Завелевич (2005, Самара).

## Публикации
Основные статьи
- Завелевич Ф. С. Горение графита в химически равновесном пограничном слое // Известия Академии наук СССР. Механика жидкости и газа. — 1966. — № 1. — С. 161—167.
- Avduevsky V. S., Marov M. Ya., Noykina A. I., Polezhaev V. I., Zavelevich F. S. Heat Transfer In The Venus Atmosphere // Journal of the Atmospheric Sciences. — 1970. — Т. 27.
- Авдуевский В. С., Головин Ю. М., Завелевич Ф. С., Лихушин В. Я., Маров М. Я., Мельников Д. А., Мерсон Я. И., Мошкин Б. Е., Разин К. А., Чернощеков Л. И., Экономов А. П. Предварительные результаты прямых измерений лучистых потоков от Солнца в атмосфере и на поверхности планеты Венера со спускаемых аппаратов автоматических межпланетных станций «Венера-9» и «Венера-10» // Докл. АН СССР. — 1976. — Т. 229, № 3. — С. 579—582.
- Авдуевский В. С., Головин Ю. М., Завелевич Ф. С. Предварительные результаты исследования светового режима в атмосфере и на поверхности Венеры // Космические исследования РАН. — 1976. — Т. 14, № 65. — С. 735—742.
- Zavelevich F. S., Bednov S. M., Matsitskii Yu. P., Nikulin A. G., Khramov S. M. Use of High-Resolution Fourier Transform Spectrometer for Detection of Ultrasmall Impurities in Liquids and Gases // Journal of Engineering Physics and Thermophysics. — 2001. — Т. 74, № 5. — С. 1188—1195.
- Завелевич Ф. С., Головин Ю. М., Мацицкий Ю. П., Мошкин К. Б., Романовский А. С. Бесконтактная диагностика ЖРД по спектру излучения факела // Вестник СГАУ. — 2003. — С. 147—153.
- Завелевич Ф. С., Ушаков Н. Н. Взаимодействие выхлопных струй ракетных двигателей на различных топливах с атмосферой применительно к оценке экологической безопасности запусков ракет и ракет-носителей // Вестник СГАУ. — 2012. — № 3—1 (34). — С. 226—234.
- Головин Ю. М., Завелевич Ф. С., Никулин А. Г., Козлов Д. А,, Монахов Д. О., Козлов И. А., Архипов С. А., Целиков В. А, Романовский А. С. Бортовые инфракрасные фурье-спектрометры для температурно-влажностного зондирования атмосферы Земли // Исследование Земли из космоса. — 2013. — № 6. — С. 25—37.
- Zavelevich F. S., Molchanov A. M., Ushakov N. N. Computation of Gas and Multiphase Supersonic Jets with Nonequilibrium Processes // Journal of Thermophysics and Heat Transfer. — 2015. — Т. 29, № 3. — С. 587—593. — doi:10.2514/1.T4454.
- Timofeyev Yu. M., Polyakov A. V., Virolainen Ya. A., Uspensky A. B., Rublev A. N., Kukharsky A. V., Kiseleva Ju. V., Zavelevich F. S., Kozlov D. A., Kozlov I. A., Nikulin A. G., Pyatkin V. P., Rusin E. V. Hyperspectral Infrared Atmosspheric Sounder IKFS-2 on «METEOR-M» No. 2 — Four Years in Orbit // Journal of Quantitative Spectroscopy and Radiative Transfer. — 2019. — Т. 238. — С. 1065—1079. — doi:10.1016/j.jqsrt.2019.106579.